# Lamas-Quechua
Lamas-Ketschua oder Lamista-Quechua (Quechua Llakwash Runashimi oder Lamas Kichwa; spanisch Quechua Lamista, Quechua de San Martín) ist eine Varietät des Quechua, die von den Quechuas Lamistas in der Provinz Lamas im peruanischen Departement San Martín sowie in einigen Dörfern am Huallaga im Departement Ucayali gesprochen wird und zum Kichwa von Nordperu gehört.

## Phonologie
Das Lamas-Quechua weist den für die Chinchay-Gruppe charakteristischen Lautbestand auf. Anlautendes [h] ist verstummt, so dass dieser Laut, ausgedrückt mit "j", nur in spanischen Lehnwörtern vorkommt. Als Gemeinsamkeit mit anderen nordperuanischen Quechua-Varietäten werden Pluralformen des Verbs durch Anhängen von "llapa" gebildet.

## Soziolinguistische Situation
Das Lamas-Quechua ist bereits einige Zeit einer massiven Verdrängung durch das Spanische ausgesetzt, so dass die meisten Kinder nur noch Spanisch sprechen. Im Ethnologue von SIL International wird für das Jahr 2000 eine abnehmende Sprecherzahl von 15.000 Personen innerhalb einer ethnischen Gruppe von 45.000 Quechuas Lamistas angegeben. Auf Grund des schlechten Ansehens bis hin zur Furcht, beim Sprechen des Quechua gehört zu werden, geben hiernach Eltern die Sprache kaum an die Kinder weiter. Abgesehen vom Singen von Kirchenliedern werde das Quechua auch in Kirchen nur vereinzelt benutzt. Auch die Veröffentlichung des Neuen Testaments 1992 habe diese Entwicklung nicht aufhalten können. Das Lamas-Quechua spielt aber bis heute in der traditionellen Religion eine Rolle beim Singen der Icaros durch indigene oder auch mestizische Schamanen, so bei Ayahuasca-Zeremonien.
Es gibt in neuester Zeit Bemühungen, den Sprachverlust aufzuhalten und umzukehren. Hier spielen indigene Organisationen wie Federación de los Pueblos Indígenas Kechwas de la Región San Martín (Fepikresam), Consejo Etnico de los Pueblos Kichwa de la Amazonía (CEPKA), Federación de Pueblos Indígenas Kechuas de Chazuta (Fepikecha) und Federación Kichwa Huallaga Dorado (Fekihd) eine wichtige Rolle. Die Einführung der interkulturellen zweisprachigen Erziehung (IZE) ist seit der Verabschiedung des von María Sumire entworfenen Sprachen-Gesetzes (Ley 29735) 2011 offizielle Politik, wobei diese mit dem Ziel der Revitalisierung der indigenen Sprache in Lamas Spanisch als Erstsprache und Quechua als Zweitsprache der Schüler vorsieht, da fast keine Kinder mehr Lamas-Quechua als Muttersprache sprechen. Lediglich in Huimbayoc im Distrikt San Martín gibt es 2013 eine Schule mit Lamas-Quechua als Erstsprache, während in 143 Schulen im Departamento San Martín (sowohl Primar- als auch Sekundarschulen) IZE mit Quechua als Zweitsprache vorgesehen ist.